# روبرت براينت
روبرت براينت (بالإنجليزية: Robert Bryant)‏ هو رياضياتي أمريكي، ولد في 30 أغسطس 1953 في Kipling, North Carolina ‏ في الولايات المتحدة.